# Coelopyrena salicifolia
Coelopyrena salicifolia är en måreväxtart som beskrevs av Theodoric Valeton. Coelopyrena salicifolia ingår i släktet Coelopyrena och familjen måreväxter. Inga underarter finns listade i Catalogue of Life.